# Silvercup Studios

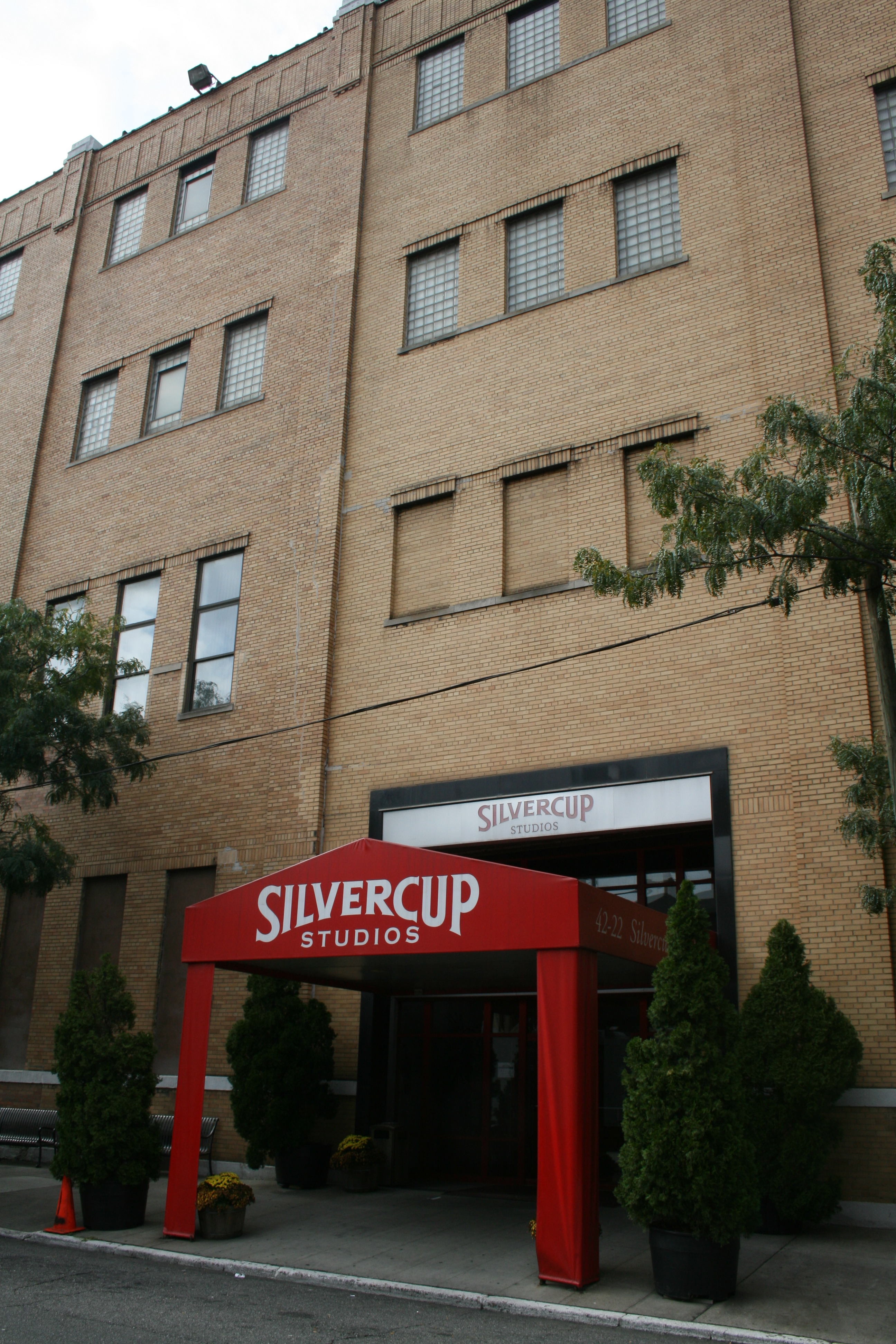
Entrada dos estúdios da Silvercup, não somente o maior de Nova Iorque, como ainda responsável por algumas das séries de maior sucesso mundial.

Silvercup Studios é o maior unidade produtora de cinema e televisão da cidade estadunidense de Nova Iorque.
Localizado no neighborhood de Long Island City, no borough de Queens, o complexo de treze estúdios está em funcionamento desde 1983, num prédio que originalmente era a Silvercup Bakery (em português:  Padaria Taça de Prata, em livre tradução). Edifício histórico, sua restauração e valorização do entorno compõe um projeto de revitalização orçado em 1 bilhão de dólares pelos estúdios, com início em 2008 e término em 2012.
É de propriedade e dirigida pelos irmãos Alan e Stuart Suna.
É o responsável pela produção dos seguintes filmes e programas, dentre outros: The Sopranos, 30 Rock, Sex and the City, etc.